# Hawangen
Hawangen è un comune tedesco di 1 254 abitanti, situato nel land della Baviera.